# Jingyu (Raketenstartplatz)
Jingyu ist die mangels des tatsächlichen Namens genutzte Bezeichnung eines militärischen Raketenstartplatzes in der Volksrepublik China bei 42°12' nördlicher Breite und 126°30' östlicher Länge. Er liegt im Kreis Jingyu der Stadt Baishan, in der Provinz Jilin im Nordosten des Landes, nahe der Grenze zur Demokratischen Volksrepublik Korea. Auf dem Startplatz Jingyu wurde u. a. die Dong-Feng 4 Rakete erprobt.
Der korrekte Name des Startplatzes und die zugehörige militärische Einheit innerhalb der chinesischen Streitkräfte sind nicht bekannt.